# Stagioni dei New York Jets
Questa è la lista delle stagioni sportive dei New York Jets nella National Football League che documenta i risultati stagione per stagione dal 1960 ad oggi, compresi i risultati nei play-off.

## Risultati stagione per stagione
| Cronistoria dei New York Jets | Cronistoria dei New York Jets | Cronistoria dei New York Jets | Cronistoria dei New York Jets | Cronistoria dei New York Jets | Cronistoria dei New York Jets | Cronistoria dei New York Jets | Cronistoria dei New York Jets | Cronistoria dei New York Jets | Cronistoria dei New York Jets | Cronistoria dei New York Jets                                                                                           |                              |
| Stagione di lega              | Stagione di squadra           | Lega                          | Conference                    | Division                      | Stagione regolare             | Stagione regolare             | Stagione regolare             | Stagione regolare             | Play-off | Premi individuali |                              |
| Stagione di lega              | Stagione di squadra           | Lega                          | Conference                    | Division                      | Pos.                          | V                             | S                             | P                             | Play-off | Premi individuali |                              |
| ----------------------------- | ----------------------------- | ----------------------------- | ----------------------------- | ----------------------------- | ----------------------------- | ----------------------------- | ----------------------------- | ----------------------------- | --- | --- | ---------------------------- |
| 1960                          | 1960                          | AFL                           |                               | Eastern                       | 2                             | 7                             | 7                             | 0                             | non disputati | Inseriti nella AFL Eastern come New York Titans.                                                                        |                              |
| 1961                          | 1961                          | AFL                           |                               | Eastern                       | 3                             | 7                             | 7                             | 0                             | non disputati | |                              |
| 1962                          | 1962                          | AFL                           |                               | Eastern                       | 4                             | 5                             | 9                             | 0                             | non disputati | Diventano New York Jets.                                                                                                |                              |
| 1963                          | 1963                          | AFL                           |                               | Eastern                       | 4                             | 5                             | 8                             | 1                             | non disputati | |                              |
| 1964                          | 1964                          | AFL                           |                               | Eastern                       | 3                             | 5                             | 8                             | 1                             | non disputati | |                              |
| 1965                          | 1965                          | AFL                           |                               | Eastern                       | 2                             | 5                             | 8                             | 1                             | non disputati | |                              |
| 1966                          | 1966                          | AFL                           |                               | Eastern                       | 3                             | 6                             | 6                             | 2                             | non disputati | Viene giocato il 1º Super Bowl.                                                                                         |                              |
| 1967                          | 1967                          | AFL                           |                               | Eastern                       | 2                             | 8                             | 5                             | 1                             | non disputati | |                              |
| 1968                          | 1968                          | AFL                           |                               | Eastern                       | 1                             | 11                            | 3                             | 0                             | V AFC Championship contro gli Oakland Raiders (27-23) V Super Bowl III contro i Baltimore Colts (16-7)                                                                     | |                              |
| 1969                          | 1969                          | AFL                           |                               | Eastern                       | 1                             | 10                            | 4                             | 0                             | S Divisional play-off contro gli Kansas City Chiefs (13-6) | |                              |
| 1970                          | 1970                          | NFL                           | AFC                           | East                          | 3                             | 4                             | 10                            | 0                             | non disputati | Inseriti nella AFC East a seguito della fusione tra AFL e NFL.                                                          |                              |
| 1971                          | 1971                          | NFL                           | AFC                           | East                          | 4                             | 6                             | 8                             | 0                             | non disputati | |                              |
| 1972                          | 1972                          | NFL                           | AFC                           | East                          | 2                             | 7                             | 7                             | 0                             | non disputati | |                              |
| 1973                          | 1973                          | NFL                           | AFC                           | East                          | 5                             | 4                             | 10                            | 0                             | non disputati | |                              |
| 1974                          | 1974                          | NFL                           | AFC                           | East                          | 4                             | 7                             | 7                             | 0                             | non disputati | |                              |
| 1975                          | 1975                          | NFL                           | AFC                           | East                          | 5                             | 3                             | 11                            | 0                             | non disputati | |                              |
| 1976                          | 1976                          | NFL                           | AFC                           | East                          | 4                             | 3                             | 11                            | 0                             | non disputati | |                              |
| 1977                          | 1977                          | NFL                           | AFC                           | East                          | 4                             | 3                             | 11                            | 0                             | non disputati | |                              |
| 1978                          | 1978                          | NFL                           | AFC                           | East                          | 3                             | 8                             | 8                             | 0                             | non disputati | Da questa stagione le partite della stagione regolare diventano 16.                                                     |                              |
| 1979                          | 1979                          | NFL                           | AFC                           | East                          | 3                             | 8                             | 8                             | 0                             | non disputati | |                              |
| 1980                          | 1980                          | NFL                           | AFC                           | East                          | 5                             | 4                             | 12                            | 0                             | non disputati | |                              |
| 1981                          | 1981                          | NFL                           | AFC                           | East                          | 2                             | 10                            | 5                             | 1                             | S Wild Card Game contro i Buffalo Bills(31-27) | |                              |
| 1982                          | 1982                          | NFL                           | AFC                           | --                            | 6                             | 6                             | 3                             | 0                             | V First Round contro i Cincinnati Bengals (44-17) V Second Round contro i Los Angeles Raiders (17-14) S AFC Championship contro i Miami Dolphins (0-14)                    | In questa stagione a causa di uno sciopero vennero giocate solamente 9 partite e non vi furono classifiche di Division. |                              |
| 1983                          | 1983                          | NFL                           | AFC                           | East                          | 5                             | 7                             | 9                             | 0                             | non disputati | |                              |
| 1984                          | 1984                          | NFL                           | AFC                           | East                          | 3                             | 7                             | 9                             | 0                             | non disputati | |                              |
| 1985                          | 1985                          | NFL                           | AFC                           | East                          | 2                             | 11                            | 5                             | 0                             | S Wild Card Game contro i New England Patriots(14-26) | |                              |
| 1986                          | 1986                          | NFL                           | AFC                           | East                          | 2                             | 10                            | 6                             | 0                             | V Wild Card Game contro i Denver Broncos(35-15) S Divisional play-off contro i Cleveland Browns (20-23 all'overtime)                                                       | |                              |
| 1987                          | 1987                          | NFL                           | AFC                           | East                          | 5                             | 6                             | 9                             | 0                             | non disputati | In questa stagione a causa di uno sciopero hanno giocato una partita in meno.                                           |                              |
| 1988                          | 1988                          | NFL                           | AFC                           | East                          | 4                             | 8                             | 7                             | 1                             | non disputati | |                              |
| 1989                          | 1989                          | NFL                           | AFC                           | East                          | 5                             | 4                             | 12                            | 0                             | non disputati | |                              |
| 1990                          | 1990                          | NFL                           | AFC                           | East                          | 4                             | 6                             | 10                            | 0                             | non disputati | |                              |
| 1991                          | 1991                          | NFL                           | AFC                           | East                          | 2                             | 8                             | 8                             | 0                             | S Wild Card Game contro gli Houston Oilers(10-17) | |                              |
| 1992                          | 1992                          | NFL                           | AFC                           | East                          | 4                             | 4                             | 12                            | 0                             | non disputati | |                              |
| 1993                          | 1993                          | NFL                           | AFC                           | East                          | 3                             | 8                             | 8                             | 0                             | non disputati | |                              |
| 1994                          | 1994                          | NFL                           | AFC                           | East                          | 5                             | 6                             | 10                            | 0                             | non disputati | |                              |
| 1995                          | 1995                          | NFL                           | AFC                           | East                          | 5                             | 3                             | 13                            | 0                             | non disputati | |                              |
| 1996                          | 1996                          | NFL                           | AFC                           | East                          | 5                             | 1                             | 15                            | 0                             | non disputati | |                              |
| 1997                          | 1997                          | NFL                           | AFC                           | East                          | 3                             | 9                             | 7                             | 0                             | non disputati | |                              |
| 1998                          | 1998                          | NFL                           | AFC                           | East                          | 1                             | 12                            | 4                             | 0                             | V Divisional play-off contro i Jacksonville Jaguars (23-10) S AFC Championship contro i Denver Broncos (10-23)                                                             | |                              |
| 1999                          | 1999                          | NFL                           | AFC                           | East                          | 4T                            | 8                             | 8                             | 0                             | non disputati | |                              |
| 2000                          | 2000                          | NFL                           | AFC                           | East                          | 3                             | 9                             | 7                             | 0                             | non disputati | |                              |
| 2001                          | 2001                          | NFL                           | AFC                           | East                          | 3                             | 10                            | 6                             | 0                             | S Wild Card Game contro gli Oakland Raiders (38-24) | |                              |
| 2002                          | 2002                          | NFL                           | AFC                           | East                          | 1                             | 9                             | 7                             | 0                             | V Wild Card Game contro gli Indianapolis Colts (41-0) S Divisional play-off contro gli Oakland Raiders (10-30)                                                             | |                              |
| 2003                          | 2003                          | NFL                           | AFC                           | East                          | 4                             | 6                             | 10                            | 0                             | non disputati | |                              |
| 2004                          | 2004                          | NFL                           | AFC                           | East                          | 2                             | 10                            | 6                             | 0                             | V Wild Card Game contro gli San Diego Chargers (20-17 all'overtime) S Divisional play-off contro i Pittsburgh Steelers (17-20 all'overtime)                                | |                              |
| 2005                          | 2005                          | NFL                           | AFC                           | East                          | 4                             | 4                             | 12                            | 0                             | non disputati | |                              |
| 2006                          | 2006                          | NFL                           | AFC                           | East                          | 2                             | 10                            | 6                             | 0                             | S Wild Card Game contro i New England Patriots (16-37) | |                              |
| 2007                          | 2007                          | NFL                           | AFC                           | East                          | 3                             | 4                             | 12                            | 0                             | non disputati | |                              |
| 2008                          | 2008                          | NFL                           | AFC                           | East                          | 3                             | 9                             | 7                             | 0                             | non disputati | |                              |
| 2009                          | 2009                          | NFL                           | AFC                           | East                          | 2                             | 9                             | 7                             | 0                             | V Wild Card Game contro i Cincinnati Bengals (24-14) V Divisional play-off contro i San Diego Chargers (17-14) S AFC Championship contro gli Indianapolis Colts (17-30)    | |                              |
| 2010                          | 2010                          | NFL                           | AFC                           | East                          | 2                             | 11                            | 5                             | 0                             | V Wild Card Game contro gli Indianapolis Colts (17-16) V Divisional play-off contro i New England Patriots (28-21) S AFC Championship contro i Pittsburgh Steelers (19-24) | |                              |
| 2011                          | 2011                          | NFL                           | AFC                           | East                          | 2                             | 8                             | 8                             | 0                             | non disputati | |                              |
| 2012                          | 2012                          | NFL                           | AFC                           | East                          | 3                             | 6                             | 10                            | 0                             | non disputati | |                              |
| 2013                          | 2013                          | NFL                           | AFC                           | East                          | 2                             | 8                             | 8                             | 0                             | non disputati | |                              |
| 2014                          | 2014                          | NFL                           | AFC                           | East                          | 4                             | 4                             | 12                            | 0                             | non disputati | |                              |
| 2015                          | 2015                          | NFL                           | AFC                           | East                          | 2                             | 10                            | 6                             | 0                             | non disputati | |                              |
| 2016                          | 2016                          | NFL                           | AFC                           | East                          | 4                             | 5                             | 11                            | 0                             | non disputati | |                              |
| 2017                          | 2017                          | NFL                           | AFC                           | East                          | 4                             | 5                             | 11                            | 0                             | non disputati | |                              |
| Totale                        | Totale                        | Totale                        | Totale                        | Totale                        | Totale                        | 397                           | 478                           | 8                             | Record di stagione regolare | Record di stagione regolare                                                                                             | Record di stagione regolare  |
| Totale                        | Totale                        | Totale                        | Totale                        | Totale                        | Totale                        | 12                            | 13                            |                               | Record dei play-off | Record dei play-off | Record dei play-off          |
| Totale                        | Totale                        | Totale                        | Totale                        | Totale                        | Totale                        | 409                           | 491                           | 8                             | Stagione regolare e play-off | Stagione regolare e play-off                                                                                            | Stagione regolare e play-off |

Legenda
- Vittoria nel Super Bowl (dal 1966)
- Vittoria nella lega (1920-1969)
- Vittoria nella Conference

- Vittoria nella Division
- Qualificazione al Wild Card Game (dal 1978)
- V = Vittorie

- S = Sconfitte
- P = Pareggi
- T = Posizione a pari merito